# Calephelis stallingsi
Calephelis stallingsi är en fjärilsart som beskrevs av Mcalpine 1971. Calephelis stallingsi ingår i släktet Calephelis och familjen Riodinidae. Inga underarter finns listade i Catalogue of Life.